# Mhlambanyatsi Rovers Football Club
El Mhlambanyatsi Rovers es un equipo de fútbol de Suazilandia que juega en la Segunda División de Suazilandia, la segunda liga de fútbol más importante del país.

## Historia
Fue fundado en el año 1963 en la localidad de Mhlambanyatsi, siendo un equipo que no tiene muchos títulos en su historia, apenas contabiliza un título de liga y una vez se proclamó campeón del torneo de copa.
A nivel internacional ha participado en 2 torneos continentales, donde en ambas participaciones no superó la ronda preliminar.
Descendió en la temporada 2010-11 al ubicarse en la posición 13 de 14 equipos participantes (descienden 4 equipos).

## Palmarés
- Primera División de Suazilandia: 1

2004.
- Copa de Suazilandia: 1

1995.

## Participación en competiciones de la CAF
| Temporada | Torneo                      | Ronda      | Club              | Casa | Visita | Global |
| --------- | --------------------------- | ---------- | ----------------- | ---- | ------ | ------ |
| 1996      | Recopa Africana             | Preliminar | Notwane FC        | 0-2  | 0-2    | 0-4    |
| 2005      | Liga de Campeones de la CAF | Preliminar | Ajax Cape Town FC | 1-1  | 0-1    | 1-2    |